# Scipopus calocephalus
Scipopus calocephalus (лат.) — вид двукрылых насекомых рода Scipopus из семейства ходуленожек (Micropezidae). Центральная и Южная Америка от Мексики до Венесуэлы и Колумбии. Мухи длиной 12—17 мм. Скутум чёрно-коричневый, микротрихозный, с переднемедиальными бледно-коричневыми виттами, окаймлёнными голубым блеском. S. calocephalus похож на S. cartaboensis тёмным первым передним тарсомером, блестящим эпицефалоном, чётко отграниченным от верхней лобной витты, и сходными медианными виттами на скутуме, но отличается полностью тусклой, микротрихозной орбитальной пластинкой.  Вид был впервые описан в 1886 году, а его валидный статус был подтверждён в 2023 году канадскими энтомологами Kate G. Lindsay и Stephen A. Marshall (School of Environmental Sciences, Гуэлфский университет, Гуэлф, Канада); включён в номинативный подрод Scipopus s. str..